# Raummaß

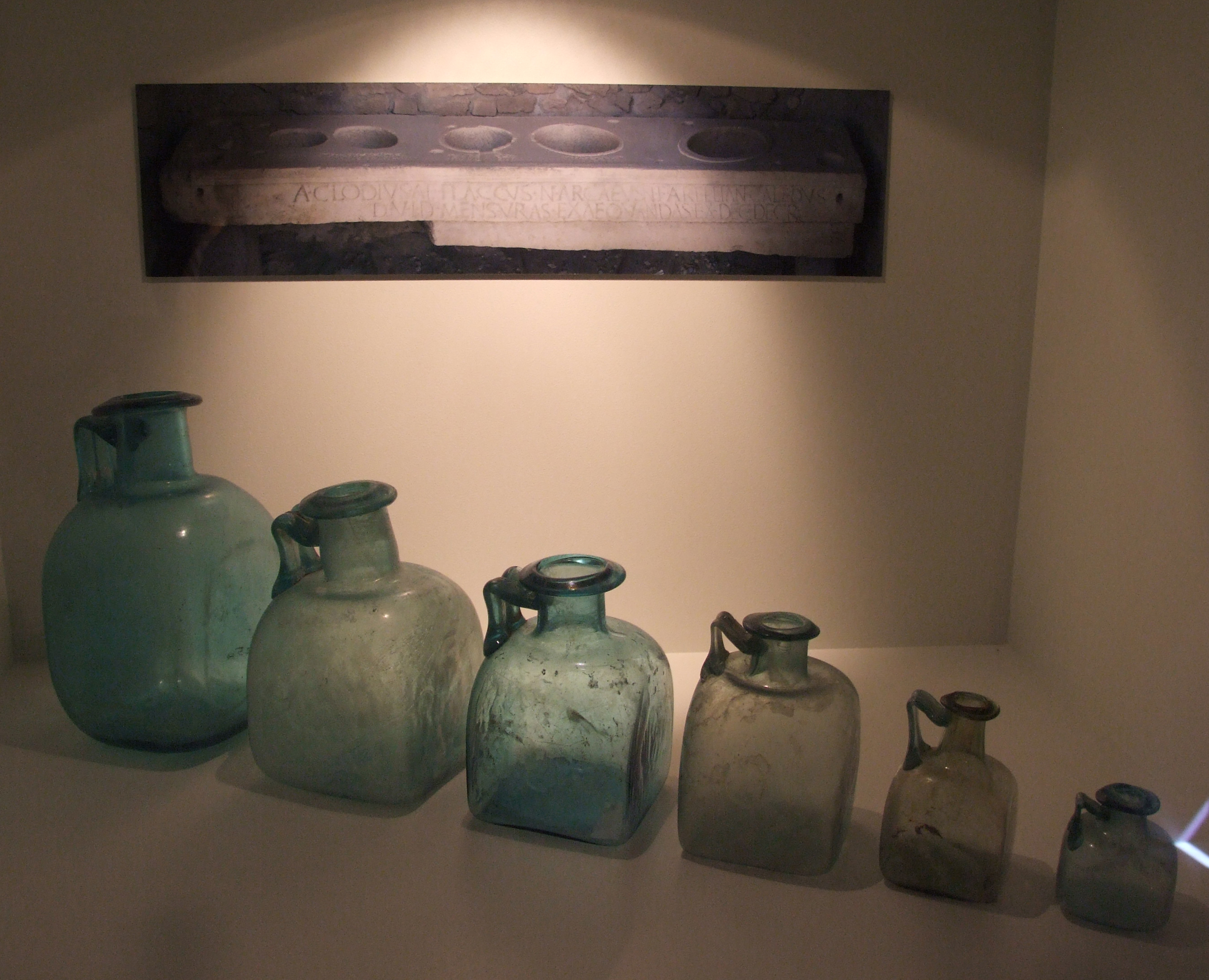
6 Hohlmaße aus der mens ponderia in Pompeji, einer städtischen Einrichtung zur Kontrolle der Maße und Gewichte (79 n. Chr.)

Ein Raummaß bzw. Hohlmaß oder Volumenmaß ist eine Maßeinheit zur Angabe der Größe eines Volumens – (Ausdehnung in drei Dimensionen). Raummaße dienen zur Bestimmung des Volumens von Flüssigkeiten oder Schüttgütern (z. B. Getreide, Mehl o. Ä.)

## Einheiten
Nach dem Internationalen Einheitensystem (SI) sind Maßeinheiten des Volumens vom Meter und seinen Teilen sowie Vielfachen abgeleitet. Grundeinheit als Volumeneinheit ist der Kubikmeter:
1 m3 = 1 m • 1 m • 1 m.
Da bei der Berechnung eines Rauminhaltes stets drei Längenmaße miteinander multipliziert werden, sind Raummaße Längenmaße in der dritten Potenz (Kubik, hoch drei). Aus diesem Grund ergibt sich bei einer Verzehnfachung aller drei Längenmaße eine Vertausendfachung des Raummaßes. Dementsprechend ist die Umrechnungszahl vom Kubikmeter zum nächstkleineren oder -größeren SI-konformen Vielfachen bzw. Bruchteil tausend: z. B. 1 Kubikmeter = 1000 Kubikdezimeter, 1 Kubikdezimeter = 1000 Kubikzentimeter, 1 Kubikzentimeter = 1000 Kubikmillimeter, siehe Vorsätze für Maßeinheiten.
Der Kubikdezimeter (1 dm3) hat den besonderen Namen Liter erhalten.

## Vergleich
| Maßeinheit        | Kubikmeter          | Liter           | Referenzgröße                        | Verwendung         |
| ----------------- | ------------------- | --------------- | ------------------------------------ | ------------------ |
| 1 Kubikmeter      | = 1                 | = 1000          |                                      | Basiseinheit im SI |
| 1 Barrel          | = 0,158 987 294 928 | = 158,987294928 | = 42 Gallonen (US) = 9702 cubic inch | z. B. für Erdöl    |
| 1 cubic foot      | = 0,028 316 846 592 | = 28,316864592  | = 1728 cubic inch                    |                    |
| 1 Kubikdezimeter  | = 0,001             | = 1             |                                      |                    |
| 1 Liter           | = 0,001             | = 1             |                                      |                    |
| 1 Gallone (US)    | = 0,003 785 411 784 | = 3,785411784   | = 8 Pint (US) = 231 cubic inch       |                    |
| 1 Pint (US)       | = 0,000 473 176 473 | = 0,473176473   |                                      |                    |
| 1 cubic inch      | = 0,000 016 387 064 | = 0,016387064   |                                      |                    |
| 1 Kubikzentimeter | = 0,000 001         | = 0,001         |                                      |                    |

## Forst- und Holzwirtschaft
- Festmeter (fm)
  - Erntefestmeter (Efm)
  - Vorratsfestmeter (Vfm)
- Raummeter (rm), auch Ster (Stapelholz) = 0,7 m3 (geschichtete Holzmasse mit Luftzwischenräumen)
  - Schüttmeter, auch Schüttraummeter (geschüttete Holzmasse mit Luftzwischenräumen)

## Geschichte
Früher wurde vielfach unterschieden zwischen Hohlmaßen für Flüssigkeiten, die Flüssigkeitsmaße genannt werden, und Hohlmaßen für Feststoffe, die Trockenmaße genannt werden. Auch die Flüssigmaße und Trockenmaße waren teilweise vielfältig. So wurde z. B. in vielen Gebieten Deutschlands unterschieden zwischen Trockenmaßen für das Messen schwerer oder glatter Frucht einerseits und leichter und rauer Frucht andererseits. Für die Differenzierung von Flüssigkeitsmaßen nach gemessenem Gut, nämlich Wein oder Bier, siehe z. B. Gallone.
Zum historischen Unterschied zwischen Liter und Kubikdezimeter siehe detailliert Geschichte der Definition von Liter.
| Zeitraum  | 1 Liter (Definition)      |
| --------- | ------------------------- |
| 1793–1900 | = 1 Kubikdezimeter        |
| 1901–1963 | ≈ 1,000028 Kubikdezimeter |
| seit 1962 | = 1 Kubikdezimeter        |